# Desoxycytidine
Desoxycytidine is een desoxyribonucleoside die is opgebouwd uit cytosine en desoxyribose (een pentose). Het is een derivaat van het ribonucleoside cytidine.